# Игралиште Вијале Ломбардија
Игралиште Вијале Ломбардија (итал. Campo di viale Lombardia, Campo Milan) је био спортски терен у граду Милану, дом домаћих фудбалских утакмица АК Милана од фебруара 1920. до јула 1926. године.
Структура, игралиште је било у власништву Милана и оно је било поприште разних спортских догађаја као што је атлетика, и 6 утакмица фудбалске репрезентације Италије.

## Карактеристике
Имао је велику трибину од армираног бетона која је могла да прими приближно 20.000 гледалаца, пространо степениште и мала вила у којој се налази управа и свлачионица 
Налазио се у блоку између авеније Кампања, авеније Сисмонди, авеније Остигља и авеније Занела.
Камп је био распоређен на следећи начин:
- северна страна: улаз преко авеније Сисмондија;[3]
- западна страна: наткривена трибина на данашњој авенији Кампања (раније авенија Ломбардија);
- јужна страна: преко Занеле;
- источна страна: откривене степенице на тренутној авенији Остиљи.

Оно што је данас остало од терена је зграда (која се користи за тенис) поред улаза (са свлачионицама и канцеларијама) и мали део зида дуж Виа Остигља.На унутрашњем зиду поред брвнаре (северно угао запад) и данас је видљив керамички лого са грбом фудбалског клуба Милан (тадашњи назив компаније), испод којег се налазила плоча (касније уклоњена) са листом црвено-црних чланови који су пали током Великог рата.

Објекат је био у власништву Милана, чији је први тим претходно играо прво на Семпионе Велодрому, а касније неколико месеци на Кампо Пирели. Недоступност Велодрома значила је да су Росонери дали изградити структуру у Виале Ломбардији и да су је користили од 1920. до 1926. године, године у којој је стадион Сан Сиро био спреман.
Дебитантски меч на авенији Ломбардији био је против Лењана, меч који је Милан добио са 3-1.
Почев од 1922. године, Спорт клуб Италија је био домаћин Милан Ф.К. на овом пољу које је касније постало преко Сисмондија. Око фудбалског терена била је земљана стаза за атлетику.
Дана 1. јануара 1923. структура је била домаћин утакмице Италија-Немачка која је завршена резултатом 3-1. Италија је играла и други пут на терену авеније Ломбардија: против Швајцарске, Белгије, Шпаније и Мађарске.
Данас простор на коме се некада налазио фудбалски терен заузима Тениски клуб Ломбардо. Улаз у тениски клуб поклапа се са миланском зградом изграђеном 1919. године.